# Accademia Etrusca

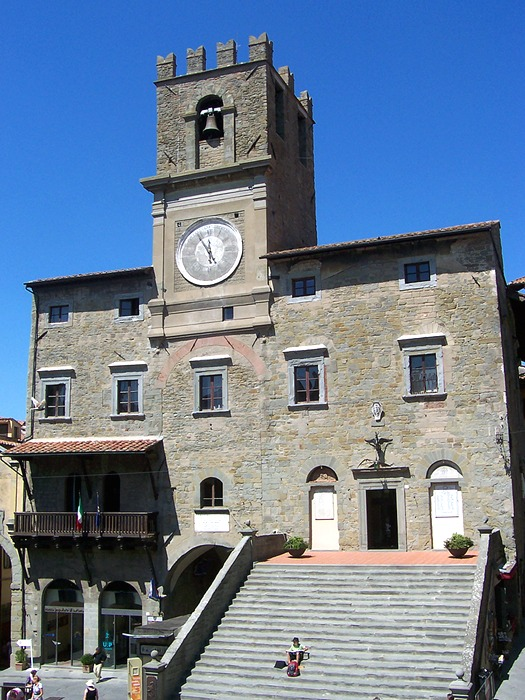
Palazzo Comunale, Sitz der Accademia Etrusca.

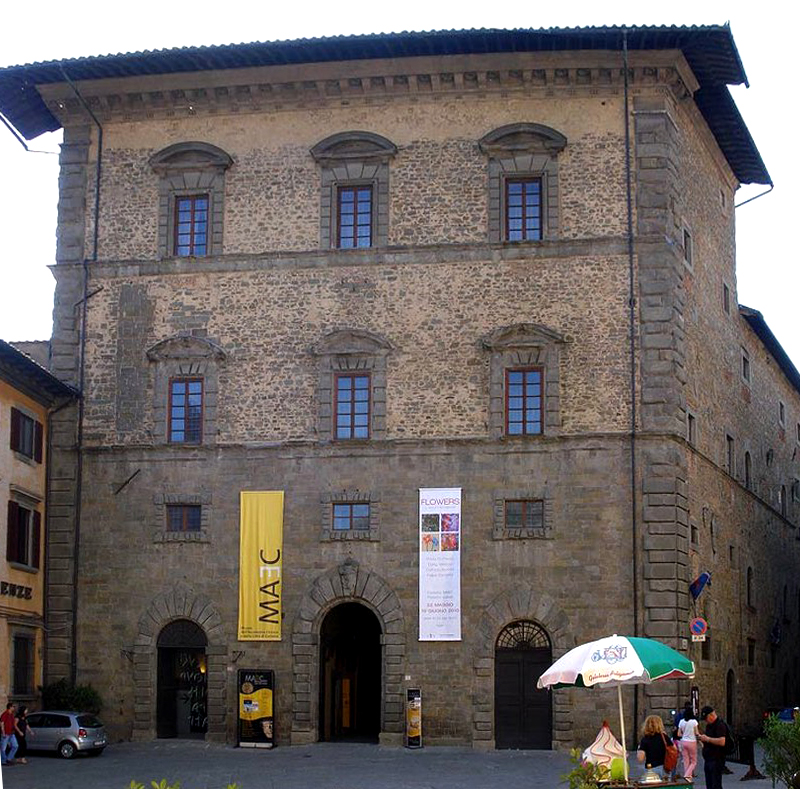
Der Palazzo Casali, Sitz des Museums.

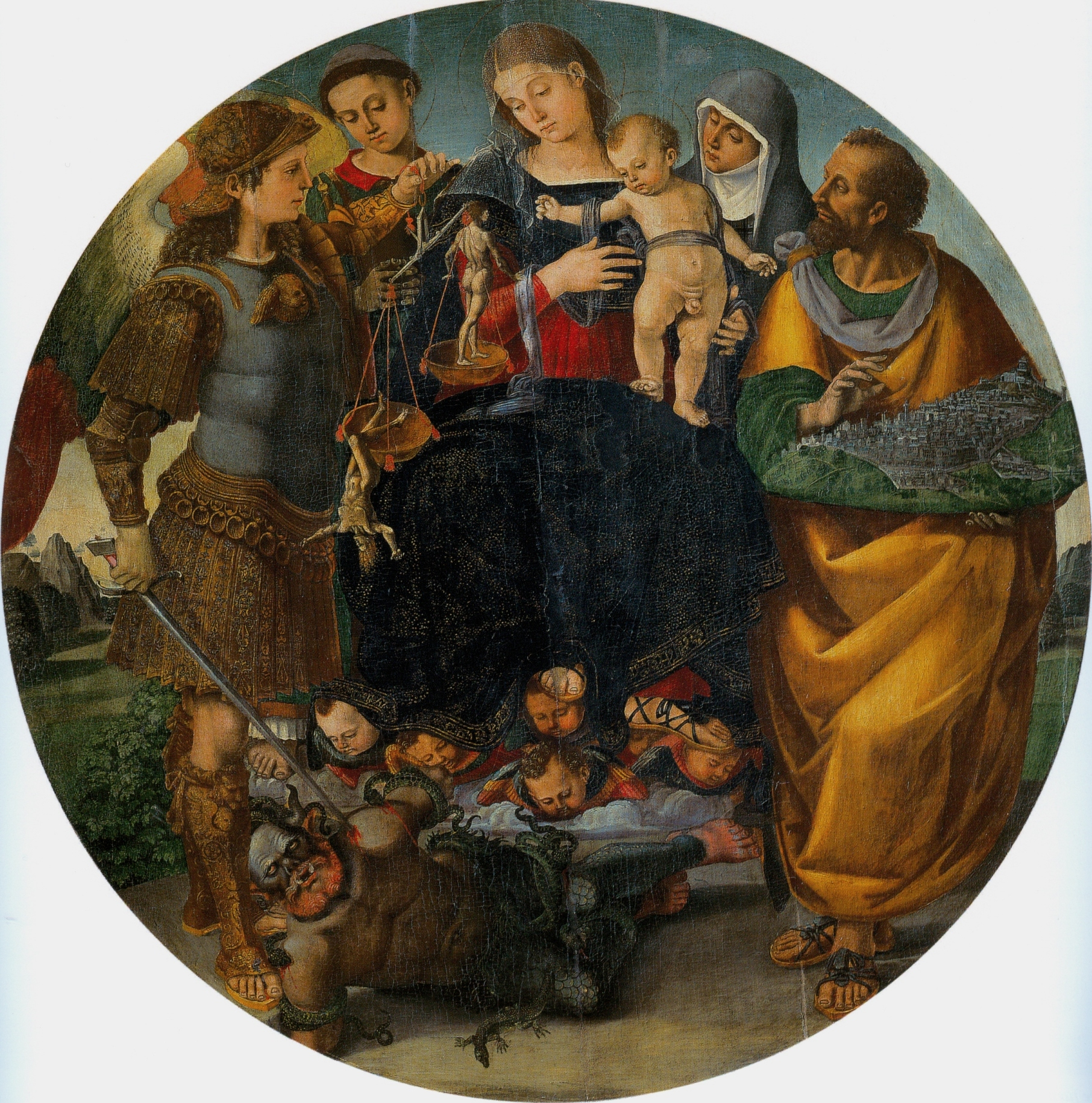
Madonna con Bambino e i Santi (1523) von Luca Signorelli aus der Sammlung der Akademie.

Die Accademia Etrusca, auch Accademia Etrusca di Cortona ist eine fast 300 Jahre alte Gelehrtengesellschaft zur Erforschung der Kultur der Etrusker, die ihren Sitz in Cortona hat.

## Geschichte
Cortona ist eine alte Stadt, die neben Arretium und Perusia zu den Capita Etruriae populorum gehörte. Seit dem 17. Jahrhundert wuchs das Interesse an der antiken Geschichte und den künstlerischen Hinterlassenschaften stark an. Vor allem Bronzen und bemalte Vasen wurden in immer größerer Zahl gesammelt und lösten mit der Zeit eine große Begeisterung für die Etrusker, eine Etruscheria, aus. Am 29. Dezember 1726 kamen elf Cortonaer Patrizier, darunter Ridolfino Venuti, Bartolomeo Buoni, Niccolò Marcello Venuti, Cristoforo Capulli, Francesco Cattani, Piero Antonio Laparelli, Giorgio Baldelli und Niccolò Vagnucci, zusammen, um eine Gemeinschaft für den Kauf von wissenschaftlichen Büchern, die Società per la compra di libri, zu gründen. Die Gemeinschaft sollte die Geschichte der Stadt systematisch erforschen helfen. Das Spektrum der Gesellschaft wurde durch eine umfangreiche Schenkung des Abbate Onofrio Baldelli (* 1667 oder 1677; † 1728) am 9. November 1727 stark erweitert. Neben Büchern gehörten der Accademia nun antike Kunstwerke, Antikaglien, Mineralien, mathematische Instrumente sowie Globen. Der Name der Gesellschaft lautete von nun an Accademia Etrusca delle antichità ed iscrizioni, Baldelli wurde in der Mitgliederliste von nun an als eines der Gründungsmitglieder gerechnet.
1728 gab man sich das erste Statut, das ebenso wie die Gründung vom Großherzog der Toskana, Gian Gastone de’ Medici, bestätigt wurde. Vordringlichste Aufgabe war zunächst die Sichtung des Bestandes und die Zugänglichmachung für Interessierte. 1753 wurde ein neues Statut aufgesetzt, das weitestgehend bis heute Bestand hat und den Zugang zu den Büchern und anderen Besitztümern regelt. Laut Statut wird die Accademia von einem jährlich wechselnden Präsidenten, dem Lucumone, geleitet. Lucumone ist eine alte etruskische Amtsbezeichnung. Da dieser Lucomone häufig kein örtlich ansässiges Mitglied ist, werden ihm ein in Cortona ansässiger Vicelucumone und ein Sekretär an die Seite gestellt. Während Lucumone und Vicelucumone Ämter von eher repräsentativer Form waren, leitet der Sekretär das eigentliche Tagesgeschäft der Accademia.
Seit 1744 werden monatliche Zusammenkünfte durchgeführt. Sie wurden in Anlehnung der Noctes Atticae, der Attischen Nächte des Aulus Gellius, Noctes Corytanae beziehungsweise Notti Coritane, Cortanische Nächte genannt. Lange Zeit waren sie ein bedeutendes Ereignis im gesellschaftlichen Leben der Stadt. Hierzu waren auch Frauen zugelassen. Einige Zeit war Cortona damit ein Zentrum der antiquarischen Forschung in Italien. 1778 kaufte die Stadt Cortona die Bibliothek des Kanonikus Orazio Maccari und verdoppelte damit den Bibliotheksbestand. Die Bibliothek war durch ein Abkommen zwischen Stadt und Akademie öffentlich zugänglich. Nach dem Tode Maccaris, der nach dem Ankauf seiner Bibliothek bis zu seinem Tod im Jahr 1808 Bibliothekar der Accademia war, kam das Leben der Gesellschaft für längere Zeit weitestgehend zum Erliegen, ohne jedoch je ganz einzuschlafen.
Erst als Girolamo Mancini 1874 Bibliothekar wurde, wurde der Akademie wieder Leben eingehaucht. Er war bis 1923 Bibliothekar und von 1889 bis 1923 auch Lucomone. Das Amt wurde mittlerweile nicht mehr jährlich, sondern für längere Zeiträume, übertragen. Mancini konnte die Handschriftensammlung erweitern, die er 1884 veröffentlichte. Aldo Neppi Modona konnte er für eine Neugestaltung und Katalogisierung des Museumsbestandes gewinnen. Als Publikationsorgan übernahm die Akademie die schon bestehende Zeitschrift Polimnia, die 1933 von den Jahrbüchern, Annuari, abgelöst wurden. Der Besitz der Akademie wurde immer wieder durch Schenkungen erweitert, was mit der Zeit zu Raumproblemen führte, die 1944 mit der Übernahme des Palazzo Casali gelöst wurden. Bis heute ist die zentrale Aufgabe der Accademia die Sichtung und Nutzung des eigenen musealen und bibliothekaren Besitzes. Die Akademie betreibt heute die Biblioteca del Comune e dell'Accademia Etrusca und das Museo dell'Accademia Etrusca.

## Mitglieder
Die Mitgliedszahl der Accademia ist auf 140 Mitglieder beschränkt, von denen früher 40 ihren Wohnsitz in Cortona hatten, 100 Personen waren auswärtige Mitglieder. Mittlerweile gibt es drei Mitgliedergruppen: Accademici Effettivi (Ordentliche Mitglieder), Accademici Onorari (Ehrenmitglieder) und Accademici Corrispondenti (Korrespondierende Mitglieder). Viele bekannte Personen waren Mitglieder der Accademia. Kardinal Alessandro Albani war 1735 Lucumone der Gesellschaft. Häufig Vortragender war Philipp von Stosch, Johann Joachim Winckelmann wurde am 29. August 1760 aufgenommen, um ihn für die Bearbeitung der Sammlung Stosch zu ehren. Friedrich Overbeck wurde 1851 Mitglied, Ranieri de’ Calzabigi unter dem Namen Liburno Drepanio, zudem Filippo Venuti, Antonio Francesco Gori, Pietro Pancrazi, Ugo Procacci, Celestino Cavedoni, Giuseppe Maria Brocchi, Giovanni Semerano, Mario Guarnacci, Charles Juste de Beauvau-Craon, Gaetano d'Ancora, Ottaviano Guasco, Beat Fidel Zurlauben und Ambros Josef Pfiffig. Zu den aktuellen Mitgliedern gehört Stephan Steingräber, zugleich eines von derzeit nur wenigen ausländischen Mitgliedern. Die Mitglieder, zumeist forschend tätige Personen, aber auch Künstler und Schriftsteller, sollten die antiquarische Erforschung der Etrusker vorantreiben. Zwischen 1735 und 1791 wurden neun Bände der Saggi di dissertazioni accademiche veröffentlicht, in denen die von Mitgliedern der Akademie eingesandten und öffentlich verlesenen Arbeiten zusammengestellt sind.